# Новоуральское сельское поселение (Таврический район)
Новоуральское се́льское поселе́ние — муниципальное образование в Таврическом районе Омской области Российской Федерации.
Административный центр — посёлок Новоуральский.

## История
Статус и границы сельского поселения установлены Законом Омской области от 30 июля 2004 года № 548-ОЗ «О границах и статусе муниципальных образований Омской области».

## Население
| 2010  | 2011  | 2012  | 2013  | 2014  | 2015  | 2016  |
| ----- | ----- | ----- | ----- | ----- | ----- | ----- |
| 3561  | ↗3572 | ↘3567 | ↘3492 | ↘3442 | ↘3421 | ↘3396 |
| 2017  | 2018  | 2019  | 2020  | 2021  | 2023  |       |
| ↘3362 | ↘3324 | ↘3303 | ↘3243 | ↗3247 | ↘3220 |       |

## Состав сельского поселения
| № | Населённый пункт                             | Тип населённого пункта          | Население |
| - | -------------------------------------------- | ------------------------------- | --------- |
| 1 | Жатва                                        | железнодорожная станция         | 495       |
| 2 | Новоуральский                                | посёлок, административный центр | ↗1868     |
| 3 | Отделение № 1 Опытного Хозяйства СибНИИСХОЗа | населённый пункт                | 359       |
| 4 | Отделение № 4 Опытного Хозяйства СибНИИСХОЗа | населённый пункт                | 244       |
| 5 | Тихорецкое                                   | деревня                         | ↘283      |
| 6 | Черноглазовка                                | деревня                         | ↗312      |